# كانتون سوكري
كانتون سوكري (بالإنجليزية: Sucre Canton)‏ هو كانتون في الإكوادور، يتبع مقاطعة مانابي، عاصمته Bahía de Caráquez ‏.

## التقسيم الإداري
ينقسم الكانتون لـ 4 أبرشيات (2 ريفية، 2 حضرية):
الحضرية
- خليج كاراكيز
- ليونيداس بلازا جوتيريز

الريفية
- شارابوتو
- سان ايسيدرو